# Італійські склерофільні та напівлистопадні ліси

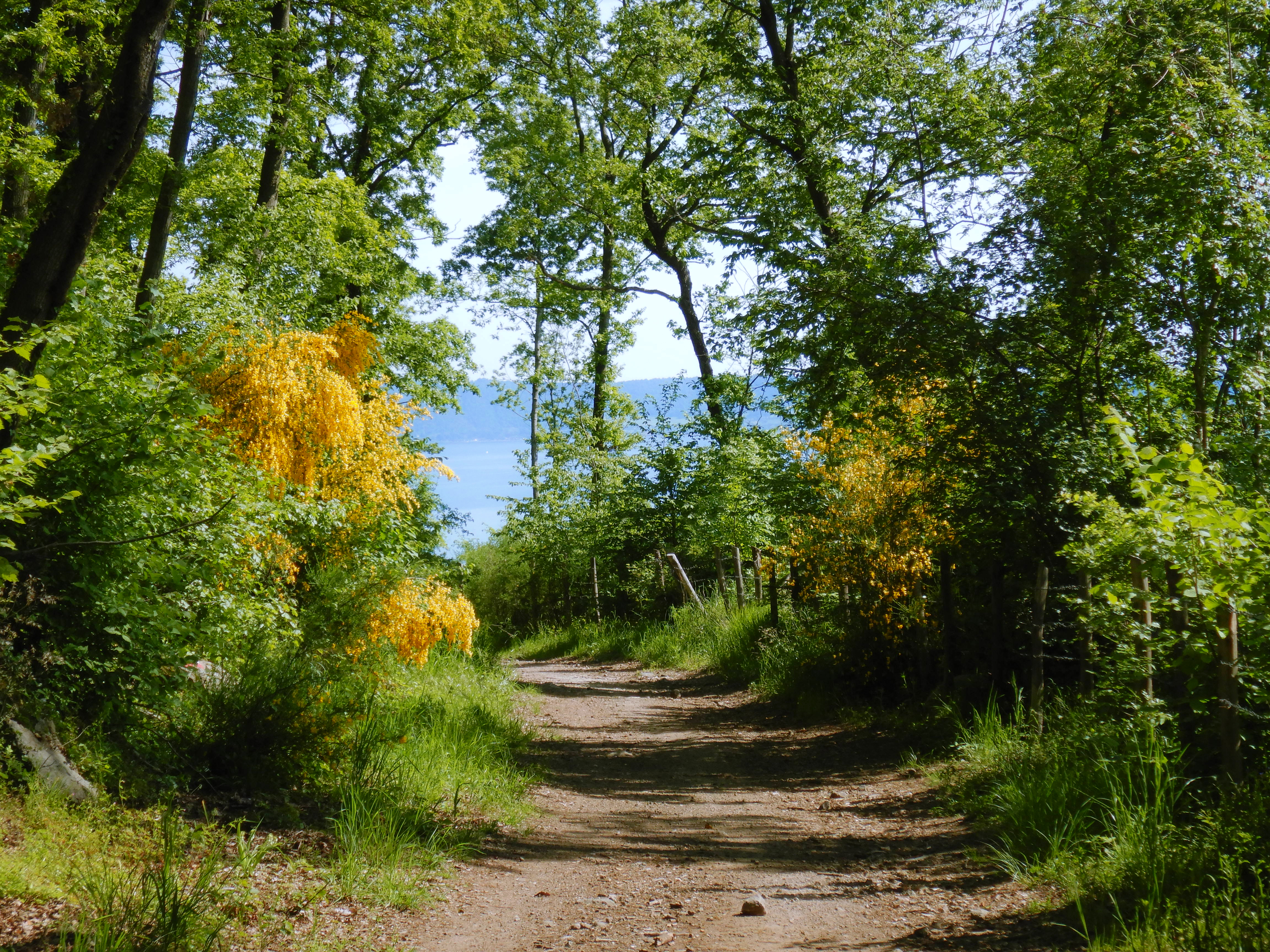
Регіональний природний парк Браччіано-Мартіньяно (природний парк)

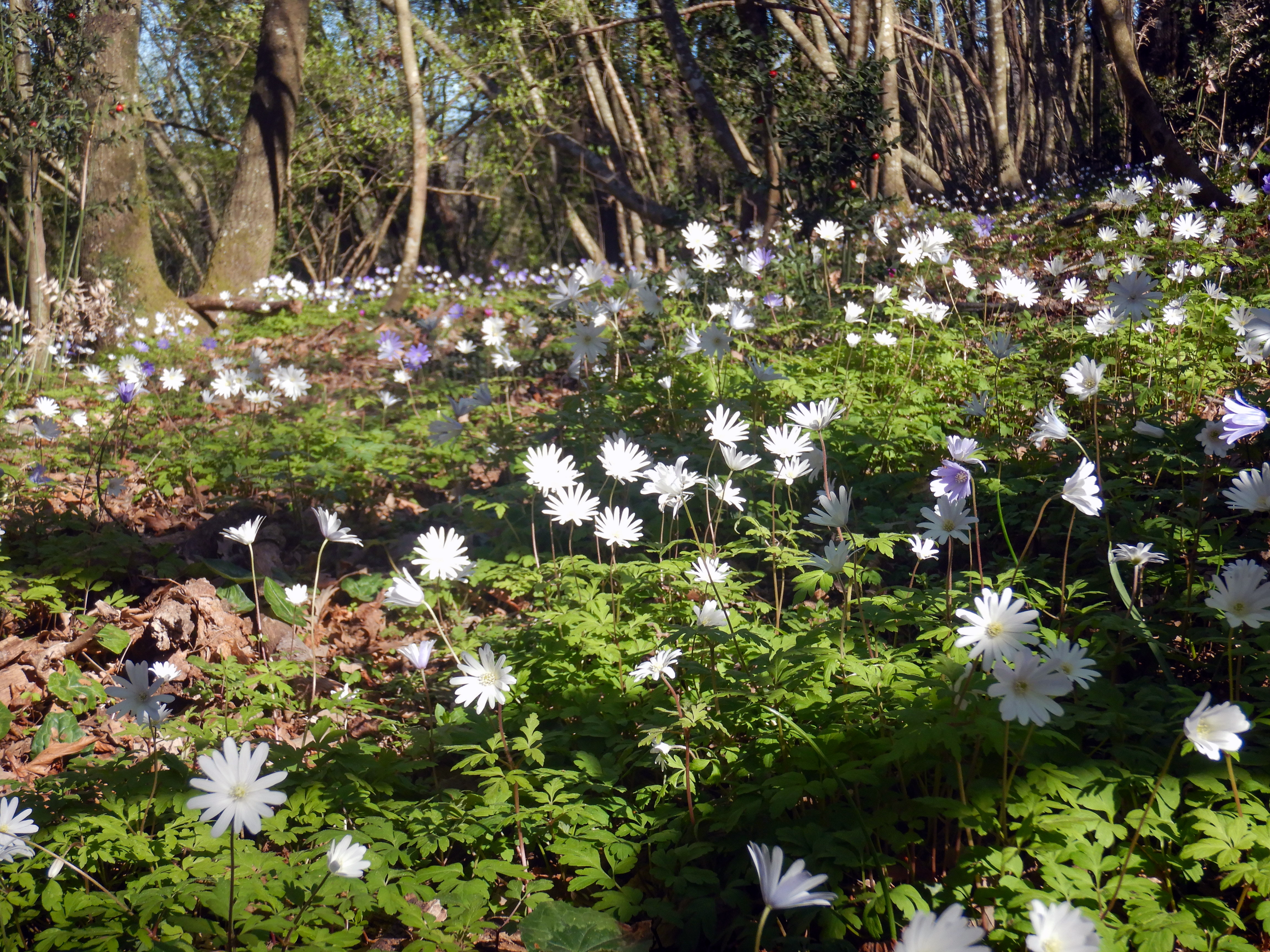
Цвітіння Anemonoides apennina в парку Браччіано-Мартіньяно

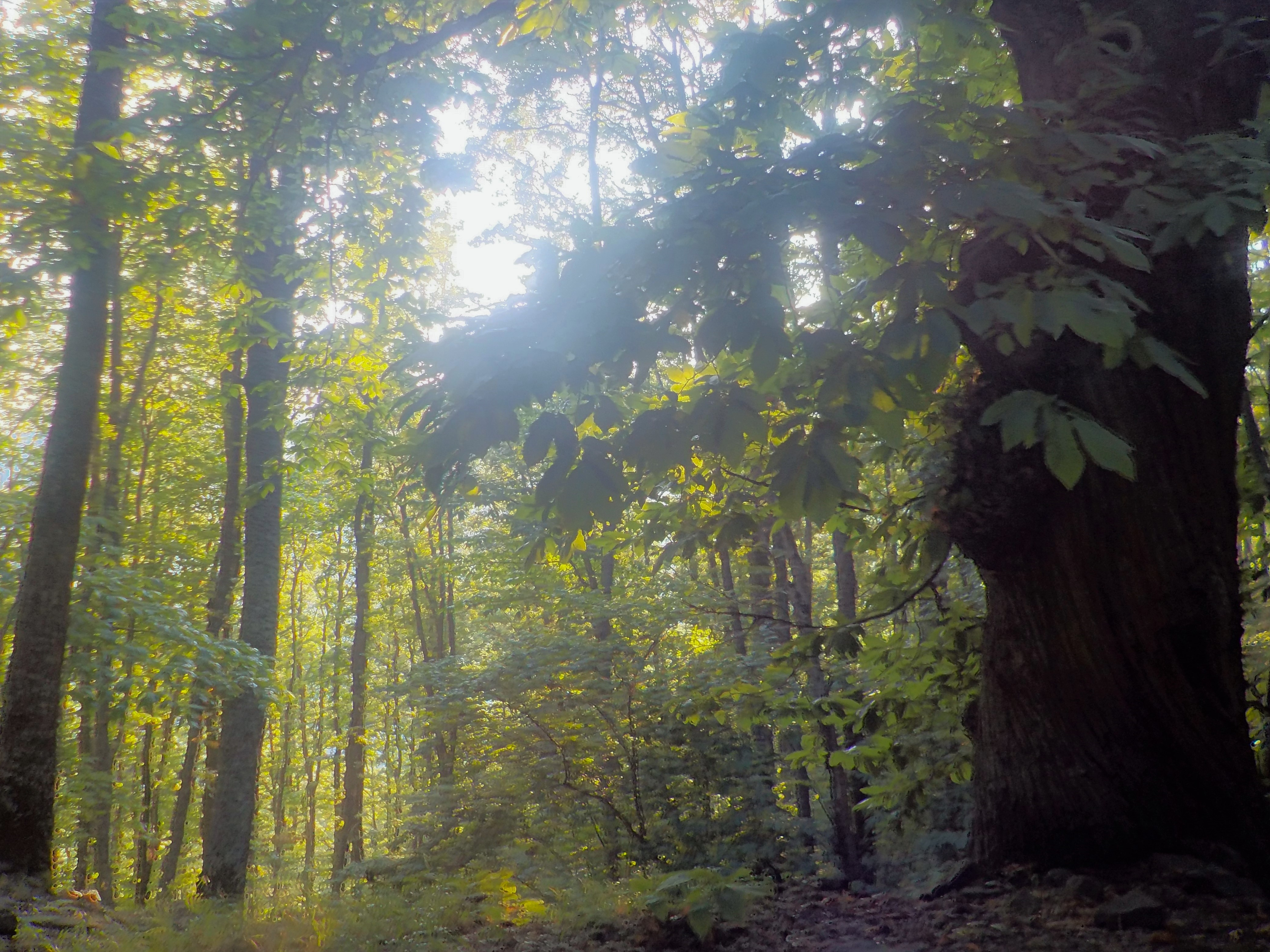
Каштановий ліс в Тоскані

Італійські склерофільні та напівлистопадні ліси (ідентифікатор WWF: PA1211) — палеарктичний екорегіон середземноморських лісів та чагарників, розташований на Апеннінському півострові в Південній Європі.

## Географія
Екорегіон італійських склерофільних та напівлистопадних лісів охоплює більшу частину Апеннінського півострова, за винятком Паданської рівнини, півостровів Калабрія та Салентина, а також найвищих вершин Апеннін. В межах регіону розташовані низовини Центральної Італії, зокрема долини річок Арно і Тибр, узбережжя Тирренського моря в Центральній Італії та Лігурії, а також центральна частина адріатичного узбережжя. Значна частина регіону розташована в Субапеннінських та Антиапеннінських горах Тоскани, Лаціо, Кампанії та північної Апулії, зокрема на півострові Гаргано та на плато Мурдже. Невелика частина регіону також поширюється на крайній південний захід Франції вздовж східної частини Французької Рив'єри між Ментоном і Каннами, таким чином також охоплюючи Монако.
Найвищими вершинами екорегіону є Монте-Пізаніно висотою 1946 м в Апуанських Альпах, Монте-Аміата висотою 1738 м в Тосканських Антиальпах та Монте-Гваданьоло в горах Монті-Пренестіні. У регіоні знаходиться найбільше озеро півострівної Італії — Тразіменське озеро тектонічного походження. З геологічної точки зору в екорегіоні переважають мезозойські осадові породи — вапняки, доломіти, мергелі, сланці та пісковики. Інтенсивний альпійський орогенез призвів до появи стрімких, складних форм рельєфу. У центральних Апеннінах дуже часто зустрічаються карстові системи (печери, поля, лійки, каньйони). Також в регіоні поширені вулканічні гірські породи, пов'язані із давньою вулканічною активністю, яка призвела до появи ряду вулканічних озер (Больсена, Браччано, Віко, Альбано) і гір. Регіон дуже сейсмічно активний через активні зони субдукції, що оточують Адріатичну плиту.
Високогірні ліси Апеннін виділяють у окремі екорегіони — апеннінських гірських листяних лісів в Центральній Італії та мішаних гірських лісів Південних Апеннін у Південній Італії. Прибережні низовини та передгір'я Кампанії, Калабрії та Апулії на півдні Італії є частиною регіону тірренсько-адріатичних склерофільних та мішаних лісів, а на північному сході Італії розташовані мішані ліси Паданської рівнини.
Населення екорегіону розподілено нерівномірно: більшість людей зосереджені у великих містах в гірських долинах і прибережних районах, тоді як гірські масиви є слабозаселеними. В межах регіону розташовані такі міста, як Рим, Флоренція, Генуя і Ніцца.

## Клімат
Клімат регіону характеризується різким висотним градієнтом. На найнижчих висотах панує жаркий і вологий субтропічний клімат із середньорічною температурою близько 14-17 °C, а на найвищих висотах — холодний і вологий клімат із середньорічною температурою 9-13 °C та середньорічною кількістю опадів 2000 мм. Зими в горах суворі з рясними снігопадами.

## Флора
Широкий висотний діапазон екорегіону призвів до формування різних лісових угруповань, які відрізняються залежно від висоти та ґрунтів.
На низьких висотах поширені вічнозелені склерофільні ліси, основу яких складають кам'яні дуби (Quercus ilex), що ростуть на скелястих вапнякових схилах, та коркові дуби (Q. suber), що ростуть переважно на вулканічних ґрунтах, а також інші листяні та хвойні породи дерев — пухнасті дуби (Q. pubescens), білоцвітні ясени (Fraxinus ornus), звичайні хмелеграби (Ostrya carpinifolia), південні каркаси (Celtis australis), приморські сосни (Pinus pinaster), італійські сосни (P. pinea) та алепські сосни (P. halepensis). На вапнякових субстратах тирренських схилів Центральних Апеннін часто трапляються ліси реліктових європейських церцисів (Cercis siliquastrum), з якими асоціюються такі дерева, як пухнасті дуби (Q. pubescens), французькі клени (Acer monspessulanum), східні граби (Carpinus orientalis) та звичайний глід (Crataegus monogyna).
На середніх висотах поширені широколистяні ліси, де переважають листопадні породи дубів, зокрема бурґундські дуби (Q. cerris), пухнасті дуби (Q. pubescens) та угорські дуби (Q. frainetto), а також їстівні каштани (Castanea sativa) та звичайні хмелеграби (O. carpinifolia)
Високогір'я характеризуються обширними, різноманітними за складом мішаними та широколистяними листопадними лісами. Основним видом в них є звичайний бук (Fagus sylvatica), який формує лісовий намет. Добре збережені лісові масиви нараховують понад двадцять порід дерев, серед яких явір (Acer pseudoplatanus), італійський клен (A. opalus), ендемічний калабрійський клен (A. lobelii), круглолиста горобина (Sorbus aria), звичайна горобина (S. aucuparia), берека (S. torminalis), шорсткий в'яз (Ulmus glabra), широколиста липа (Tilia platyphyllos) та осика (Populus tremula). Звичайні падуби (Ilex aquifolium) та звичайні тиси (Taxus baccata) є особливо поширеними в гірському масиві на півострові Гаргано. В кількох гірських районах Апеннін трапляються реліктові ліси білої ялиці (Abies alba).
У північній частині екорегіону склерофільні види становлять виняток, а широколистяні ліси розвиваються з рівнин. Переважаючими деревами на південних схилах пагорбів Емілії-Романьї та П'ємонту є пухнасті дуби (Q. pubescens) у поєднанні зі скельними дубами (Quercus petraea), а на північних схилах — звичайні хмелеграби (O. carpinifolia), польові клени (A. campestre) та явори (A. pseudoplatanus). На обох схилах зустрічаються білоцвітні ясени (Fraxinus ornus). На вищих ділянках в цих місцевостях ростуть їстівні каштани (Castanea sativa), бурґундські дуби (Q. cerris) та звичайні буки (F. sylvatica).
Для екорегіону є характерним надзвичайно високе флористиче біорізноманіття — в його межах поширені десятки тисяч різних видів рослин. В гірських масивах регіону ендемічні види складають від 10 до 20 % від загальної флори: в горах Абруццо — 1200 видів, в гірських масивах Гран-Сассо-д'Італія і Монті-делла-Лага — 1500 видів, в горах Маєлла — 1800 видів, в горах півострова Гаргано — понад 2000 видів. Особливо різноманітними є орхідеї: в горах Маєлла відомо 60 видів цих рослин, а в горах Гаргано — 56 видів. Серед них є багато ендеміків Середземномор'я, зокрема Orchis pauciflora, Orchis italica, Ophrys bertolonii, Anacamptis papilionacea, Anacamptis laxiflora, Anacamptis collina, Neotinea lactea, Neotinea maculata, Limodorum abortivum та Himantoglossum adriaticum. Ендемічна флора поширена по всьому висотному градієнту, від рівня моря до високих гір. Прикладами є Campanula garganica, Adonis distorta та Soldanella minima subsp. samnitica.

## Фауна
Екорегіон вирізняється значним фауністичним різноманіттям. В його межах поширені понад 40 видів ссавців, включаючи важливі популяції великих м'ясоїдних тварин, яким загрожує зникнення. Зокрема, в регіоні проживає найбільша в Італії популяція (близько 60 особин) апеннінських бурих ведмедів (Ursus arctos marsicanus) та італійських вовків (Canis lupus italicus). Серед інших важливих ссавців слід відзначити європейських сарн (Capreolus capreolus), ендемічних апеннінських козиць (Козиця піренейська), лісових котів (Felis silvestris), благородних оленів (Cervus elaphus), чубатих їжатців (Hystrix cristata), лісових куниць (Martes martes) та кам'яних куниць (Martes foina). В деяких струмках та гірських озерах екорегіону зустрічаються річкові видри (Lutra lutra).
У лісах екорегіону також мешкає велика кількість видів птахів, в деяких гірських масивах — понад 150 видів. Зокрема, в регіоні зустрічаються такі хижі птахи, як євразійські осоїди (Pernis apivorus) та беркути (Aquila chrysaetos). Білоголових сипів (Gyps fulvus) нещодавно було реінтродукувано в районі гори Монте-Веліно.
В Апеннінських горах поширені такі ендемічні види земноводних, як окулярні саламандри (Salamandrina terdigitata), італійські тритони (Lissotriton italicus), італійські жаби (Rana italica), а також ендемічний підвид вогняної саламандри (Salamandra salamandra gigliolii). Плазуни регіону є типовими для інших подібних гірських лісових систем Середземномор'я. Зокрема, в екорегіоні зустрічаються карликові кілюваті ящірки (Algyroides fitzingeri), тирренські стінні ящірки (Podarcis tiliguerta) та італійські стінні ящірки (Podarcis siculus).
Також в регіоні зареєстровано велику кількість видів метеликів (Lepidoptera), серед яких приблизно 116 денних і 700 нічних видів.

## Збереження
Екорегіон зберіг більшу частину свого лісового покриву. У важкодоступних гірських масивах збереглися праліси, прикладом яких є Національний парк Форесте-Казентінезі. Незважаючи на це, більшість лісів екорегіону — це середньої якості переліски і рідколісся, які значною мірою відновилися після широкого занедбання сільських районів у першій половині XX століття. Випас худоби та лісове господарство значно змінили структуру лісу: суцільні вирубки призвели до появи одновікових насаджень з дуже малою кількістю старих дерев і бідним підліском.
Оцінка 2017 року показала, що 18 302 км², або 18 % екорегіону, є заповідними територіями. Природоохоронні території включають: Національний парк Гаргано, Національний парк Альта-Мургія, Національний парк Чінкве-Терре, Національний парк Абруццо, Лаціо й Молізе, Національний парк Монті-Сібілліні, Національний парк Маєлла, Національний парк Чірчео, Національний парк Гран-Сассо та Монті-делла-Лага, Природний парк Капанне-ді-Маркароло та Регіональний природний парк Браччіано-Мартіньяно